# ヒスパニック
ヒスパニック（スペイン語: Hispano）は、スペイン語、スペイン文化、スペイン人、またはスペイン全般に関連する人、文化、国を指す。

## 概要
この用語は一般的に、アメリカ大陸、アジア太平洋地域の一部、アフリカの一部をスペインが植民地化した後、スペイン帝国の植民地支配下にあった国々に適用される。主に、現在のイスパノアメリカ の国々や、フィリピン、赤道ギニア、西サハラの国々を指す。
これらの国では、スペイン語が優勢な場合もあればそうでない場合もあり、またスペイン語が公用語である場合もあり、その文化は現地の土着や他の外国の影響に加えて、程度の差こそあれスペインから派生している。
ヒスパニック文化とは、スペインと歴史的なつながりのある文化、民族、国家、特にかつてスペインに植民地化された国、特にスペインに植民地化されたラテンアメリカの国々を指す言葉として、より広く使われている。

## 定義
ヒスパニックの語源はラテン語のヒスパニクス (Hispanicus) で、これはイベリア半島の地域を示すヒスパニア (Hispania) から派生したものである。現在のスペインの他、ポルトガルも含める場合がある。確認されている最古の使用例は1584年のものである。
アメリカ合衆国ではヒスパニックはメキシコ、キューバ、プエルトリコ、ブラジル、コロンビアなどのラテンアメリカ出自の人を指し、ラテン系アメリカ人と表示される。米国（米語）におけるこの用法は1972年から広まってきた。
新大陸のスペイン旧植民地ではヒスパニックに相当するスペイン語: Hispanoはスペイン本国に関連したものを示す。
ヒスパニックの定義の古代からの変遷および地域差については英語版が詳しい。

## ヒスパニック文化
ヒスパニック文化とは、ヒスパニック地域の人々が一般的に共有している習慣、伝統、信念、芸術形態（音楽、文学、服装、建築、料理など）の集合体であるが、国や地域によって大きく異なる場合がある。スペイン語は、ヒスパニック系の人々が共有する主な文化的要素である 。

## アメリカ合衆国における定義
ヒスパニックは必ずしも移民の子孫ばかりではない。彼らの先祖には、テキサス併合や米墨戦争によってアメリカ合衆国領に組み入れられた旧メキシコ領の住民も含まれ、現在のヒスパニックは多くがメキシコ系である。
またラテンアメリカには多くのスペイン以外からの移民もおり、例えばフランス系のメキシコ人やドイツ系のアルゼンチン人はヒスパニック系には該当しないために米国の国勢調査ではヒスパニック系およびラテンアメリカ（地域を示す）と定義している。

### 人口
近年は増加傾向にあり2010年のアメリカの国勢調査によると、5000万人超のヒスパニックが在住している。ヒスパニックはアメリカの人口の16.3%を占め、アメリカ黒人を抜いて米国最大のマイノリティとなっている。
さらに近年では、毎回の国勢調査で行われる「先祖の出身地」の自己申告では中南米（ヒスパニック含む）が断然の多数を占めるようになり、減少傾向にあるドイツ、アフリカ大陸（黒人）、アイルランド、イングランドがこれに次いでいる。
またヒスパニックは高い出生率と移民を背景に、将来的には白人を抜いて（少なくとも単純な人口比としては）マジョリティになることも予測されている。少子化#各国における少子化の状況のアメリカ合衆国の項も参照。
彼らはその数の多さから、政治の分野においても無視できない存在となり、近年の大統領選挙においてもヒスパニック有権者の動向が注目されることが多い。商業的なニーズにおいても重点される傾向もある。
ヒスパニックが特に多く住む州としては、フロリダ州（主にマイアミなど）とニューメキシコ州やカリフォルニア州、テキサス州やアリゾナ州などが挙げられる。ラテンアメリカの中進国からアメリカ合衆国へ留学する者も多く、とくにアメリカ中南部や西部においてスペイン語が普及しつつある影響で、そのまま移住する傾向がある。また近年はベネズエラから、おもに政治的な理由で、高学歴者が移民する傾向がある。
しかし、2009年か2014年にメキシコから米国に移住したメキシコ人87万人に対して、米国からメキシコに移住したメキシコ人は約100万人と、初めて逆転した。

### 出身地域
ヒスパニック総人口のうち、全体の64%がメキシコ系である。次いでカリブ海諸島および沿岸諸国が約25%に達し、この両方で9割を占める。また中南米だけではなく、スペインからの直接の移民もヒスパニックに含まれる。下表はアメリカの国勢調査による。
| ヒスパニックの出身地域（2007年） （出生国でなく自己のアイデンティティによる） | ヒスパニックの出身地域（2007年） （出生国でなく自己のアイデンティティによる） | ヒスパニックの出身地域（2007年） （出生国でなく自己のアイデンティティによる） |
| ヒスパニックグループ                                                          | 人口                                                                          | %                                                                             |
| ----------------------------------------------------------------------------- | ----------------------------------------------------------------------------- | ----------------------------------------------------------------------------- |
| メキシコ                                                                      | 29,189,334                                                                    | 64.3                                                                          |
| プエルトリコ                                                                  | 4,114,701                                                                     | 9.1                                                                           |
| キューバ                                                                      | 1,608,835                                                                     | 3.5                                                                           |
| エルサルバドル                                                                | 1,473,482                                                                     | 3.2                                                                           |
| ドミニカ共和国                                                                | 1,198,849                                                                     | 2.6                                                                           |
| グアテマラ                                                                    | 859,815                                                                       | 1.9                                                                           |
| コロンビア                                                                    | 797,195                                                                       | 1.8                                                                           |
| ホンジュラス                                                                  | 527,154                                                                       | 1.2                                                                           |
| エクアドル                                                                    | 523,108                                                                       | 1.2                                                                           |
| ペルー                                                                        | 470,519                                                                       | 1.0                                                                           |
| スペイン                                                                      | 353,008                                                                       | 0.8                                                                           |
| ニカラグア                                                                    | 306,438                                                                       | 0.7                                                                           |
| アルゼンチン                                                                  | 194,511                                                                       | 0.4                                                                           |
| ベネズエラ                                                                    | 174,976                                                                       | 0.4                                                                           |
| パナマ                                                                        | 138,203                                                                       | 0.3                                                                           |
| コスタリカ                                                                    | 115,960                                                                       | 0.3                                                                           |
| チリ                                                                          | 111,461                                                                       | 0.2                                                                           |
| ボリビア                                                                      | 82,434                                                                        | 0.2                                                                           |
| ウルグアイ                                                                    | 48,234                                                                        | 0.1                                                                           |
| パラグアイ                                                                    | 20,432                                                                        | 0.04                                                                          |
| その他の中央アメリカ諸国                                                      | 111,513                                                                       | 0.2                                                                           |
| その他の南アメリカ諸国                                                        | 77,898                                                                        | 0.2                                                                           |
| その他                                                                        | 2,880,536                                                                     | 6.3                                                                           |
| 合計                                                                          | 45,378,596                                                                    | 100.0                                                                         |

| ヒスパニックの出身地域（2018年） （出生国でなく自己のアイデンティティによる） | ヒスパニックの出身地域（2018年） （出生国でなく自己のアイデンティティによる） | ヒスパニックの出身地域（2018年） （出生国でなく自己のアイデンティティによる） |
| ヒスパニックグループ                                                          | 人口                                                                          | %                                                                             |
| ----------------------------------------------------------------------------- | ----------------------------------------------------------------------------- | ----------------------------------------------------------------------------- |
| メキシコ                                                                      | 36,986,661                                                                    | 61.89                                                                         |
| プエルトリコ                                                                  | 9,033,381                                                                     | 15.12                                                                         |
| キューバ                                                                      | 2,363,532                                                                     | 3.95                                                                          |
| エルサルバドル                                                                | 2,036,774                                                                     | 3.86                                                                          |
| ドミニカ共和国                                                                | 2,082,857                                                                     | 3.49                                                                          |
| コロンビア                                                                    | 2,023,341                                                                     | 3.38                                                                          |
| グアテマラ                                                                    | 1,524,743                                                                     | 2.55                                                                          |
| ホンジュラス                                                                  | 963,930                                                                       | 1.61                                                                          |
| エクアドル                                                                    | 717,995                                                                       | 1.20                                                                          |
| ペルー                                                                        | 684,345                                                                       | 1.15                                                                          |
| ベネズエラ                                                                    | 484,445                                                                       | 0.81                                                                          |
| ニカラグア                                                                    | 434,000                                                                       | 0.73                                                                          |
| アルゼンチン                                                                  | 286,346                                                                       | 0.48                                                                          |
| パナマ                                                                        | 206,219                                                                       | 0.35                                                                          |
| チリ                                                                          | 172,062                                                                       | 0.29                                                                          |
| コスタリカ                                                                    | 154,784                                                                       | 0.26                                                                          |
| ボリビア                                                                      | 116,646                                                                       | 0.20                                                                          |
| ウルグアイ                                                                    | 60,013                                                                        | 0.10                                                                          |
| パラグアイ                                                                    | 25,022                                                                        | 0.04                                                                          |
| その他                                                                        | 2,000,000                                                                     | 3.3                                                                           |
| 合計                                                                          | 62,000,000                                                                    | 100.0                                                                         |

### 言語
スペイン語か英語どちらか解さない人、またはバイリンガルと、言語面の背景も多様である。もっとも、元々はスペイン語しか解さない人でも、北アメリカに移住し生活していくため、英語を習得する人は多い。
特に、ヒスパニックの割合の高いカリフォルニア州やフロリダ州などでは、社会生活を営むための英語を十分に駆使できないヒスパニックのために、スペイン語による授業、公共施設の表示、説明書などの社会インフラ整備が進められており、スペイン語が英語に次ぐ第二言語になりつつある。また、中学・高校などの外国語教育でスペイン語を選択するアメリカ人も多い。以前は、英語が十分に駆使できないという理由から差別を受けてきたヒスパニックもいるが、最近ではスペイン語表示が選択できるウェブサイトを用意している企業もあり、スペイン語の歌詞が含まれるポピュラー音楽もヒットチャートを賑わしている。

### ラティーノ
ヒスパニックと同じように使われる言葉に「ラティーノ」(Latino / Latina) があるが、ヒスパニックが文字通り「スペイン語圏出身者」を指すのに対し、ラティーノはスペイン語圏に限らずラテンアメリカ全域の出身者を指す。たとえばハイチ（フランス語圏）やブラジル（ポルトガル語圏）出身者は、ラティーノではあってもヒスパニックではない。また、ヒスパニックとラティーノの単語が同時に使われる場合、ヒスパニックはアメリカ合衆国と国境を接するメキシコの出身者のみを指す事が多い。

### 呼称
アメリカ合衆国は、1995年に人種・民族の自称についての国勢調査を行っている。これは、彼ら自身を白人、黒人、ヒスパニック、インディアン、エスキモーであると特定した人々あるいは混血に対し、それぞれの人種・民族グループの呼称で定まった呼び名を好まない人や特に選ぶものがなかった人も含め、好きな呼称はどれか選んでもらったものである。ヒスパニックの場合、一番好まれている呼称は「ヒスパニック」であった。
| 1. | 「ヒスパニック」                     | 57.88% |
| 2. | 「スペイン由来 (Of Spanish origin)」 | 12.34% |
| 3. | 「ラティーノ (Latino)」              | 11.74% |
| 4. | その他の呼称                         | 7.85%  |
| 5. | 無回答                               | 10.18% |